# Допустимые потери (роман)
«Допустимые потери» (англ. Acceptable Losses) — последний роман американского писателя  Ирвина Шоу. Написан в 1982 году. 

## Сюжет
В квартире Роджера Деймона, работника литературного агентства, возраст около  65 лет,  раздался телефонный звонок. Звонивший мужчина назвался  Заловски и приказал Деймону срочно выйти на улицу в указанное место, в противном  случае тому может непоздоровиться. Но Деймон, хотя он и не робкого десятка, не послушался, а в сердце закрался страх. Ему начинает казаться, что за ним следят, он ставит новый металлический замок на дверь, покупает автоответчик, пытается добиться разрешения на ношение оружия.
Роджер Деймон во время Второй мировой служил в торговом флоте, затем принялся за карьеру артиста, но нашел своё призвание в книжном деле, которое считал вторым великим делом после писательства. Он был очень привлекательным человеком, чем неоднократно пользовался, изменяя жене Шейле (второй по счету).
К расследованию подключается детектив Шултер. При всем при этом  Деймон обнаруживает, что все его старые друзья уже умерли или умирают у него на глазах, отчего Деймону  становится одиноко  и его начинают мучить вопросы смерти. Когда раздался второй звонок, то Деймона предупредили, что за ним следят, а во время третьего вновь приказали явиться в указанное место. Произошла перестрелка, в ходе которой погиб один прохожий и был ранен в ногу друг Роджера, но сам он не пострадал. Лица звонившего, Заловски, разглядеть не удалось.
Тут у Деймона обнаруживают язву, кладут в больницу, делают операцию и  буквально вытаскивают с того света. На выходе из больницы Заловски пытался застрелить Деймона, но это ему не удалось, и сам он был убит детективом Шултером.